# Défenseur du peuple andalou
Pour les articles homonymes, voir Défenseur du peuple.
Le Défenseur du peuple andalou (en espagnol, Defensor del pueblo andaluz) est l'ombudsman d'Andalousie : autorité indépendante chargée de la défense des droits et libertés des personnes physiques et morales, face aux éventuels abus de l'administration andalouse.
Le Défenseur du peuple andalou est une institution de la Junta de Andalucía. Ses pouvoirs émanent du statut d'autonomie et du parlement, et ses moyens matériels et financiers sont abondés par les pouvoirs publics andalous. Toutefois, cette autorité agit indépendamment du gouvernement et des autres institutions publiques de la communauté autonome et de l'État.
Jesús Maeztu est le Défenseur du peuple andalou depuis 2013.

## Textes et statuts
L'institution du Défenseur du peuple andalou est contenue dans Statut d'autonomie de l'Andalousie de 1981, réformé en 2007. Ainsi, l'article 128, au chapitre VI du Statut, définit cette autorité, ses fonctions et son mode d'élection .
En Espagne, cette fonction de contrôle de l'administration et de défense des citoyens face à celle-ci trouve son origine dans la constitution de 1978. Le Titre premier de la Loi fondamentale détermine les droits et devoirs fondamentaux des citoyens espagnols. Le chapitre IV est plus spécifiquement consacré à la garantie des libertés fondamentales. L'article 54 instaure un Défenseur du peuple, chargé par les Cortes Generales de veiller au respect de ces droits et de recueillir les doléances des citoyens à cet égard.
La figure du Défenseur du peuple est précisée et règlementée par la loi organique 3/1981 du 6 avril 1981. Y sont explicitées les missions, les pouvoirs ainsi que le fonctionnement de l'autorité de contrôle. Par ailleurs, l'article 12 de cette loi précise que les organismes similaires dans les communautés autonomes sont tenus de coordonner leur action avec celle du Défenseur du peuple, qui peut solliciter leur collaboration. Le Défenseur du peuple andalou est donc soumis à cette règlementation, comme le confirme l'article 128-3 du statut d'autonomie, ainsi que la loi 36/1985 portant sur les relations entre le Défenseur du peuple et ses homologues des communautés autonomes,.
La loi 9/1983 du 1er décembre 1983, votée par le Parlement andalou, fixe les conditions de désignation du Défenseur du peuple andalou. Celui-ci est élu à la majorité qualifiée par l'assemblée régionale tous les cinq ans. Le candidat à ces fonctions est proposé par la commission parlementaire du gouvernement intérieur et des droits de l'homme. Le titulaire de ce poste doit être citoyen andalou (c'est-à-dire citoyen espagnol établi en Andalousie), ne pas occuper d'emploi public ou privé, de mandat électif et n'être affilié à aucun parti politique ou syndicat. Le Défenseur du peuple andalou ne répond que du Parlement régional, qui l'a désigné et devant lequel il prête serment.
Il établit un rapport annuel de son action, qu'il présente au Parlement réuni en séance. Par ailleurs, pour l'exercice de ses fonctions, il dispose de services de gestion, ainsi que d'adjoints et d'assesseurs chargés d'un domaine de compétence particulier. Son budget est fixé et alloué par le Parlement.

## Fonctions et prérogatives

Le Défenseur du peuple andalou est une autorité indépendante, faisant partie intégrante du système institutionnel propre de la communauté autonome, la Junta de Andalucía. Néanmoins, il agit en toute autonomie vis-à-vis des autres pouvoirs publics, dont il ne reçoit aucun ordre ni consigne. Il jouit d'une totale immunité et d'une garantie d'inviolabilité .
C'est une autorité de contrôle, chargée de veiller au respect des droits et des libertés des andalous de la part de l'administration de la communauté (Junta de Andalucía, provinces et mairies). Ces droits et libertés sont ceux énumérés au Titre premier de la Constitution, ainsi qu'au Titre premier du Statut d'autonomie . Il n'est pas compétent pour les questions relevant des administrations de l'État (c'est le Défenseur du peuple qui intervient alors).
Il peut être saisi par toute personne physique ou morale estimant être victime d'une atteinte a ses droits fondamentaux. Il peut alors décider d'ouvrir une procédure d'enquête et de médiation. Toutefois, la saisine de la part d'un plaignant ne lui est pas nécessaire pour entreprendre cette démarche.
Il dispose d'un pouvoir de contrôle et de supervision des organismes publics de la communauté autonome, mais n'exerce pas sur eux de pouvoir coercitif. C'est une autorité de médiation, chargée de résoudre à l'amiable les conflits surgis entre l'administration et les citoyens lésés dans leurs droits. Le service est gratuit, et les plaignants sont protégés par l'anonymat . Un échec de l'action du Défenseur peut conduire le plaignant à ester en justice.
Cette autorité ne peut pas intervenir dans les affaires traitées ou en cours de traitement par la justice, dans les conflits entre particuliers, dans le cas de plaintes anonymes ou sans fondement, ainsi que dans les affaires menaçant de porter préjudice à un tiers.
Pour l'exercice de ses fonctions, le Défenseur du peuple andalou a la faculté d'enquêter dans toutes les administrations et organismes publics de la communauté autonome, à savoir :
- la Junta de Andalucía, ses administrations et services, ainsi que les organismes, entreprises et établissements publics qui en dépendent (dont les hôpitaux et établissements scolaires) ;
- les députations provinciales et tout service ou organisme rattaché ;
- les municipalités et tout service ou organisme rattaché.

Toute autorité ou administration, tout organisme ou service public, tout fonctionnaire ou agent public est tenu de collaborer avec le Défenseur du peuple andalou.